# V651 Возничего
V651 Возничего (лат. V651 Aurigae) — одиночная переменная звезда в созвездии Возничего на расстоянии (вычисленном из значения параллакса) приблизительно 7722 световых лет (около 2367 парсеков) от Солнца. Видимая звёздная величина звезды — от +13,29m до +12,86m.

## Характеристики
V651 Возничего — жёлтая пульсирующая переменная звезда типа RR Лиры (RRAB) спектрального класса G-F. Радиус — около 5,15 солнечных, светимость — около 32,879 солнечных. Эффективная температура — около 6093 K.